# Вальтер, Наум Геннадиевич
Нау́м Генна́диевич Ва́льтер (11 сентября 1902, Херсон, Российская империя, ныне Украина — 16 декабря 1980) — советский пианист.

## Биография
В 1921 году окончил Екатеринославскую консерваторию у Абрама Шепелевского (класс фортепиано). С 1922 года — в Москве, где совершенствовался у Феликса Блуменфельда и Генриха Нейгауза. Работал в различных концертных организациях. В 1928—1961 годах — концертмейстер и солист Всесоюзного радио. Выступал в ансамбле со многими советскими (в том числе с Леонидом Коганом) и зарубежными артистами (Морис Марешаль, Пьер Фурнье, Андре Наварра). В 1950-е — 1970-е гг. аккомпанировал ведущим советским певцам, среди которых Иван Козловский, Сергей Лемешев, Павел Лисициан, Пантелеймон Норцов, Георгий Нэлепп. Гастролировал за рубежом[уточнить].

## Награды
- 1956 — Заслуженный артист РСФСР